# 足球先生
足球先生，是足球界对于每年度表现最佳的足球运动员的荣誉奖项。足球先生奖项有以下：

## 国际性
- 世界足球先生
- 欧洲足球先生
- 亚洲足球先生
- 非洲足球先生
- 南美洲足球先生

## 各国或各地区
- 英格蘭PFA足球先生
- 英格蘭FWA足球先生
- 蘇格蘭PFA足球先生
- 蘇格蘭FWA足球先生
- 德国足球先生
- 意大利足球先生
- 法国足球先生
- 日本足球先生
- 中国足球先生
- 香港足球先生